# Hradčani
Hradčani (češ. Hradčany) su gradska četvrt i katastarsko područje Praga. Ovaj naziv se često koristi da označi i Praški zamak koji se nalazi u ovoj gradskoj četvrti.
Hradčani su površine 1,5147 km² i pripadaju gradskim delova Prag 1 i Prag 6.
Hradčani su bile samostalni grad do 1784. godine, kada su postale deo ujedinjenog Kraljevskog glavnog grada Praga. 
Praški zamak zauzima značajan deo ove gradske četvrti. To jedan od najpoznatijih zamkova Evrope i prema Ginisovoj knjizi rekorda, je najveći zamak na svetu.